# 압착진개차
압착진개차(pack truck)란 쓰레기를 압착시킬 수가 있는 특수한 장비를 갖춘 특장차를 뜻한다. 암롤과는 다른 성격의 차종이다.

## 특징
쓰레기를 압착시킬 수가 있는 특수한 장비를 갖춘 특장차로서 그만큼 많은 쓰레기를 압착할 수가 있는 차종이다. 재활용 쓰레기를 분리수거하는 용도로는 암롤과는 같지만 암롤과는 달리 적재함을 올리고 내리고 할 수가 없는 차이점이 있다. 주로 쓰레기를 처리하는 공공기관에서 운행하는 경우가 많으며 암롤과는 달리 쓰레기를 압착시킬 수가 있는 장점이 있기 때문에 더 많은 쓰레기를 수거할 수가 있다. CNG 천연가스 자동차도 나오며 주로 5톤 화물차를 특장하나 8톤 이상의 대형 화물차를 특장하여 만들기도 한다.

## 같이 보기
- 특장차
- 암롤